# Здравец (област Търговище)
Вижте пояснителната страница за други значения на Здравец.
Здравец е село в Североизточна България. То се намира в община Търговище, област Търговище.

## История
Археологически разкопки на 400 м източно от селото, близо до ЖП спирка Здравец, разкриват селищна могила от халколита, с диаметър 80 м и височина 4–5 м.
В Здравец (или Подгорица) се заселва и служи като енорийски свещеник учителят Георги Попнаумов от Бобища, Костурско.

## Население
Численост на населението според преброяванията през годините:
| \| Година на преброяване \| Численост \| \| --------------------- \| --------- \| \| 1934 \| 739 \| \| 1946 \| 675 \| \| 1956 \| 690 \| \| 1965 \| 612 \| \| 1975 \| 551 \| \| 1985 \| 525 \| \| 1992 \| 510 \| \| 2001 \| 504 \| \| 2011 \| 328 \| \| 2021 \| 281 \| |           |
| Година на преброяване | Численост |
| 1934 | 739       |
| 1946 | 675       |
| 1956 | 690       |
| 1965 | 612       |
| 1975 | 551       |
| 1985 | 525       |
| 1992 | 510       |
| 2001 | 504       |
| 2011 | 328       |
| 2021 | 281       |

### Етнически състав
Според преброяването на населението през 1880 г. в селото има 334 жители, от които 327 турци (97,90%), 4 българи (1,19%) и 3 цигани (0,89%).
Преброяване на населението през 2011 г.
Численост и дял на етническите групи според преброяването на населението през 2011 г.:
|                     | Численост | Дял (в %) |
| Общо                | 328       | 100,00    |
| Българи             | 166       | 50,60     |
| Турци               |           |           |
| Цигани              |           |           |
| Други               | 149       | 45,42     |
| Не се самоопределят |           |           |
| Неотговорили        | 5         | 1,52      |

## Културни и природни забележителности
- Църквата в с. Здравец, обл. Търговище, е построена през 1895 г. от майстор Никола от Плевенско. Тя е трикорабна, куполна базилика, с една полукръгла апсида. Иконостасът е с 40 икони. Има просторен балкон за женско отделение. Притворът е построен по-късно. Над него се издига хубава камбанария, която е осветена от Варненския и Преславски митрополит Симеон през 1907 година. Храмът е висока масивна сграда, която доминира над цялото селище. От 2009 г. тук служи свещ. Анатоли Ангелов Тодоров, който е завършил теология в Шуменския университет.[8]

## Кухня
Храната на беломорците е описана в извадка от книгата на Георги Каратанасов „Здравец. Досег с миналото“.